# Шуттарна III
Шуттарна III — царь Митанни (середина XIV века до н. э.).
Сын Артадамы II. Захватил власть в результате борьбы за престол развернувшейся после убийства Тушратты. Шуттарна ориентировался на союз с Ассирией и даже вернул в Ашшур ворота, в своё время захваченные Шауштатарой. При нём территория Митанни была поделена между Алше и Ассирией. Куммийское царство и союз урартских племён (Уруартри) получили независимость.
После переправы хеттов через Евфрат и захвата Суппилулиумой I Вашшуканни, столицы Митанни Шуттарна бежал, не приняв боя. А на митаннийский престол Суппилулиума посадил Шаттивазу, сына Тушратты, находившегося в вассальной зависимости от Хеттского царства.
| Династия царей Митанни      |                                         |                     |
| Предшественник: Артадама II | царь Митанни середина XIV века до н. э. | Преемник: Шаттиваза |